# Jezioro Łąkie (Pojezierze Bytowskie)
Jezioro Łąkie – jezioro wytopiskowe na Pojezierzu Bytowskim, położone w województwie pomorskim, powiecie bytowskim, gminie Studzienice. Obszar jeziora wynosi 23,4 ha.